# Fallon Sherrock
Fallon Sherrock (Buckinghamshire, 1 de julio de 1994) es una jugadora profesional de dardos británica. Sherrock ya tiene un número notable de éxitos en su carrera, incluyendo la final de 2015 del Campeonato Mundial de Dardos BDO, donde quedó subcampeona frente a Lisa Ashton.

## Carrera de dardos
En 2015, Sherrock alcanzó la final del Campeonato Femenino de Dardos BDO, tras vencer a Dobromyslova 2–1 en la semifinal en Lakeside, obteniendo un récord mundial por lograr cinco 180s durante la semifinal. Sherrock perdió en la final contra Lisa Ashton por 3-1, aunque consiguió hacer seis 180s en el que era su primera final de un Campeonato Mundial.
El 17 de diciembre de 2019, Sherrock se convirtió en la primera mujer en vencer a un hombre en el Campeonato Mundial de Dardos de la PDC, derrotando a Ted Evetts 3–2 en la primera ronda.  En la segunda ronda, venció por 3-1 al número 11 del mundo, Mensur Suljović.

## Resultados de Campeonato mundial

### BDO
- 2014: Cuartos de final (perdió ante Anastasia Dobromyslova 1–2)
- 2015: Subcampeona (perdió ante Lisa Ashton 1–3)
- 2016: Primera ronda (perdió ante Ann-Louise Peters 1–2)
- 2017: Cuartos de final(perdió ante Lisa Ashton 0–2)
- 2018: Cuartos de final (perdió ante Lisa Ashton 0–2)
- 2019: Cuartos de final (perdió ante Maria O'Brien 0–2)

### PDC
- 2020: Tercera ronda (perdió ante Chris Dobey 2-4)